# Mulleloppet
Mulleloppet är ett lopp för barn som arrangeras på olika platser i Sverige av Friluftsfrämjandets lokalavdelningar.

## Malmö
Mulleloppet kom till Malmö 2004 och är där öppet för barn mellan 2 och 12 år: för de yngsta barnen ca 300 meter och ca 1200 meter för de äldsta. Loppet anordnas  senaste åren i Slottsparken, Lördagsplan. I anslutning till loppet kan man titta på eller prova på flera olika aktiviteter i Friluftsfrämjandets anda så som äventyrsbana, paddla kanot, lekar, naturpyssel och liknande.  